# Lexus NX
El Lexus NX (en japonés: レクサス・NX, Rekusasu NX) es un automóvil todocamino del segmento D desarrollado por Lexus marca premium del fabricante Toyota.
Presentado en el Salón del Automóvil de Pekín de 2014 su comercialización comenzó el mismo año. Se trata de uno de los modelos más comercializados de la marca tanto internacional como en España. Como otros modelos de Lexus el NX se fabrica en la planta Miyata de Miyawaka (Japón).

## Visión general

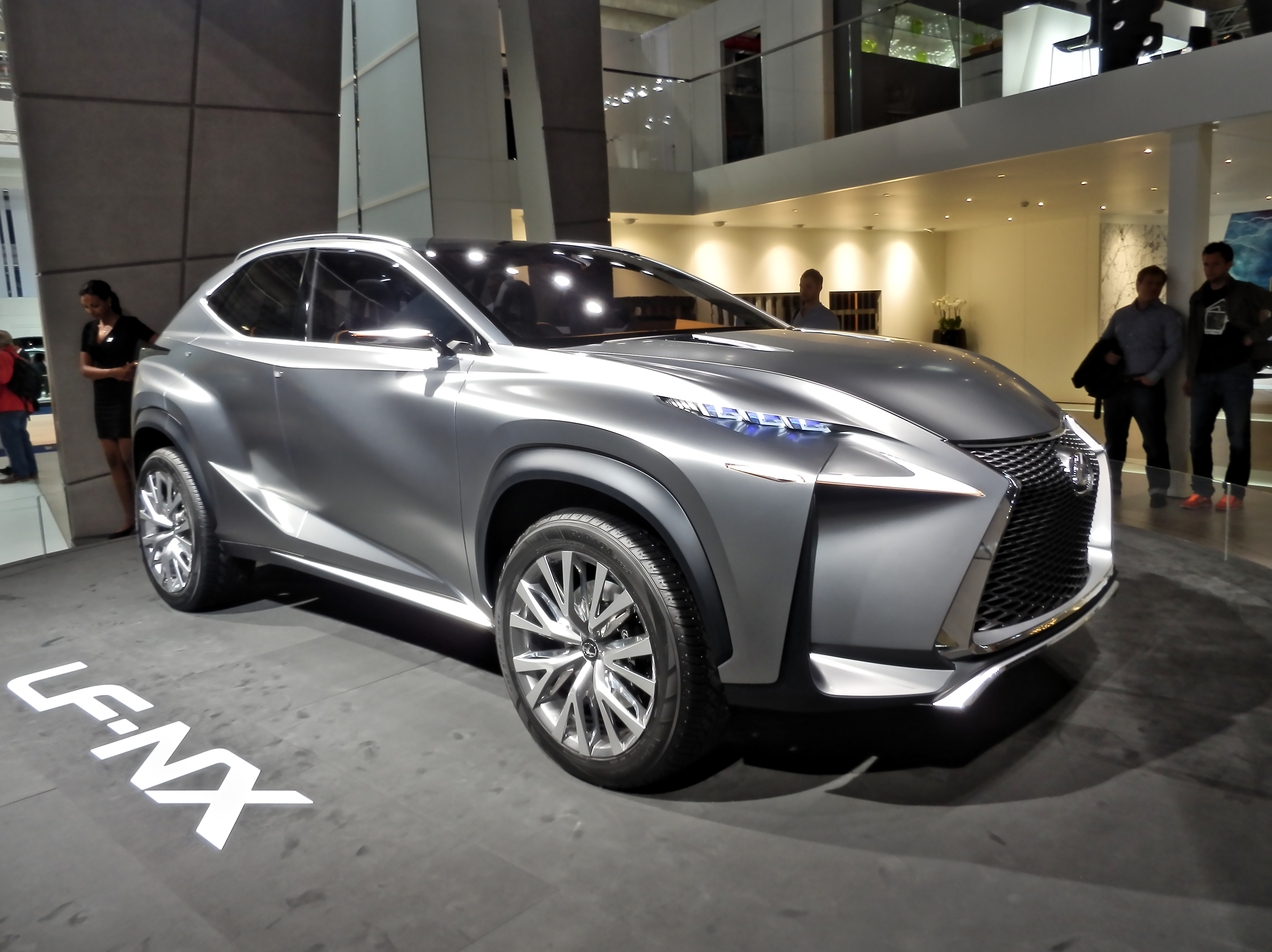
El Lexus NX se basa en el prototipo LF-NX (en imagen)

El Lexus NX es un automóvil de cinco plazas con carrocería de cinco puertas y motor delantero transversal, disponible con tracción delantera y tracción a las cuatro ruedas. Entre sus rivales directos se encuentra el Acura RDX, Cadillac Escalade, BMW X3, Audi Q5, Jaguar F-Pace, Land Rover Discovery Sport, Mercedes-Benz Clase GLC, Lincoln Navigator y Volvo XC60.
Para su desarrollo Lexus se basó en la plataforma del Toyota RAV4, automóvil con el que comparte en algunas versiones la distancia entre ejes o las cotas de vías, pero su desarrollo es independiente según los responsables de la marca. Takeaki Kato, ingeniero jefe de desarrollo del NX, afirmó en entrevistas que el 90 por ciento de las piezas están desarrolladas de forma independiente.

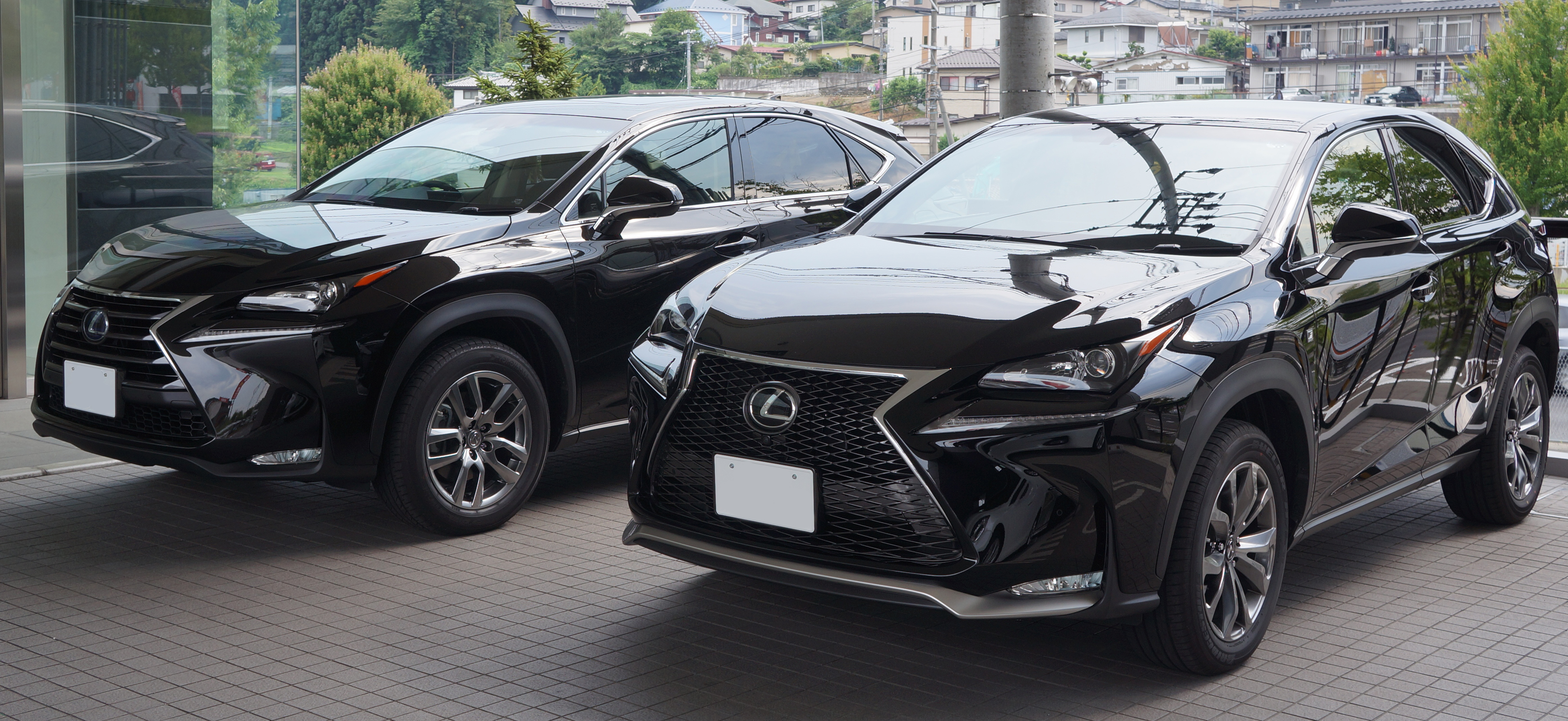
El Lexus NX 300h -híbrido- y el NX 200t -gasolina- durante su presentación en Japón en 2014

Todos los motores del NX son gasolina de cuatro cilindros en línea y se construye con propulsión convencional o híbrida, dependiendo del mercado al que está dirigido. Las versiones con motores convencionales de gasolina, denominadas comercialmente NX 200t, pueden ser un 2,0 litros atmosférico de 150 CV (disponible solamente en Rusia) y un 2,0 litros turboalimentado de 238 CV. La versión híbrida, denominada NX 300h, equipa un motor gasolina atmosférico de 2,5 litros y 155 CV acoplado a un motor eléctrico que en conjunto desarrollan 197 CV. Según la versión la caja de cambios es automática de seis marchas o transmisión variable continua.
En 2018 el modelo recibió una actualización con pequeñas modificaciones en la carrocería, equipamiento de confort y seguridad. Se comercializa con cinco niveles de equipamiento, tracción delantera o total y un único sistema de propulsión híbrido, en un rango de precios de entre 39.900 y 66.500 euros.